# Hochstift Meißen

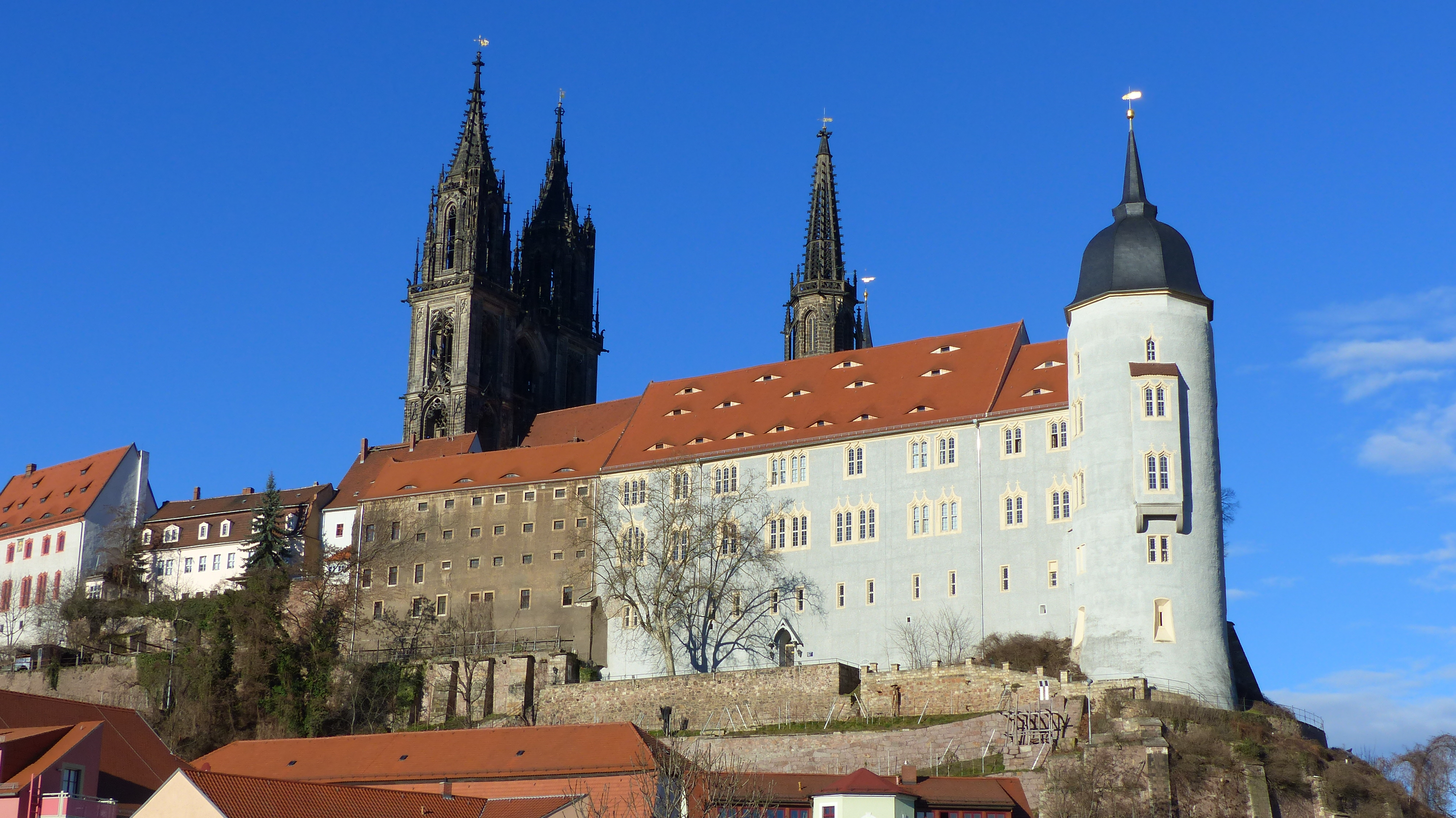
Die Bischofsburg, dahinter die Domtürme, auf dem Meißner Burgberg

Das Hochstift Meißen war der territoriale Landbesitz des Bischofs sowie des Domkapitels von Meißen. Der Meißner Bischof wurde durch dieses Territorium zum Regenten eines Geistlichen Reichsfürstentums im Heiligen Römischen Reich. Er regierte dieses reichsunmittelbare Gebiet, das nicht mit seinem kirchlichen Sprengel, dem Bistum Meißen, identisch oder auch nur räumlich deckungsgleich war, als geistlicher Reichsfürst. Das Hochstift existiert bis heute als Körperschaft des öffentlichen Rechts und wird als Stift der Evangelisch-Lutherischen Landeskirche Sachsens vom Domkapitel unter der Leitung des evangelischen Landesbischofs verwaltet.

## Geschichte
Das Hochstift wurde zusammen mit dem Bistum Meißen im Jahr 968 gegründet und ist damit die älteste Institution in Sachsen. Seit der Gründung des Bistums residierten die Bischöfe in der Bischofsburg auf dem Meißner Burgberg, den sie sich mit den Markgrafen und den Burggrafen von Meißen teilten. Anstelle der frühmittelalterlichen Markgrafenburg wurde um 1480 die neue Albrechtsburg errichtet, die Burggrafenburg verfiel. Seit Anfang des 15. Jahrhunderts war Hauptsitz der Bischöfe die Burg Stolpen. 
Unter den zahlreichen Schenkungen, die das Bistum in Sachsen und in der Oberlausitz von den Königen und den Markgrafen erhalten hatte, waren die Besitzungen in der Gegend von Wurzen (das Kollegiatstift Wurzen mit dem Wurzener Land) und im Bereich Stolpen-Bischofswerda von herausragender Bedeutung. In diesen beiden Gebieten gelang es den Bischöfen und dem Domkapitel im 14. Jahrhundert, ihre zahlreichen Rechte und Besitzungen so weit zu verdichten und nach außen abzuschließen, dass sie dort faktisch zu Landesherren wurden. Allerdings wurde den Bischöfen der Status der Reichsunmittelbarkeit von den mächtigen Meißner Markgrafen immer bestritten. Daher sind die Meißner Bischöfe nur selten als geistliche Reichsfürsten im Reichsfürstenrat des Reichstags vertreten gewesen. 
Ab 1491 errichteten sie das Schloss Wurzen, auch in Bischofswerda unterhielten sie einen Bischofssitz, der in seiner heutigen Form aber erst 1818 nach einem Stadtbrand wiedererrichtet wurde. Die Meißner Bischofsburg dient heute als Amtsgericht. 

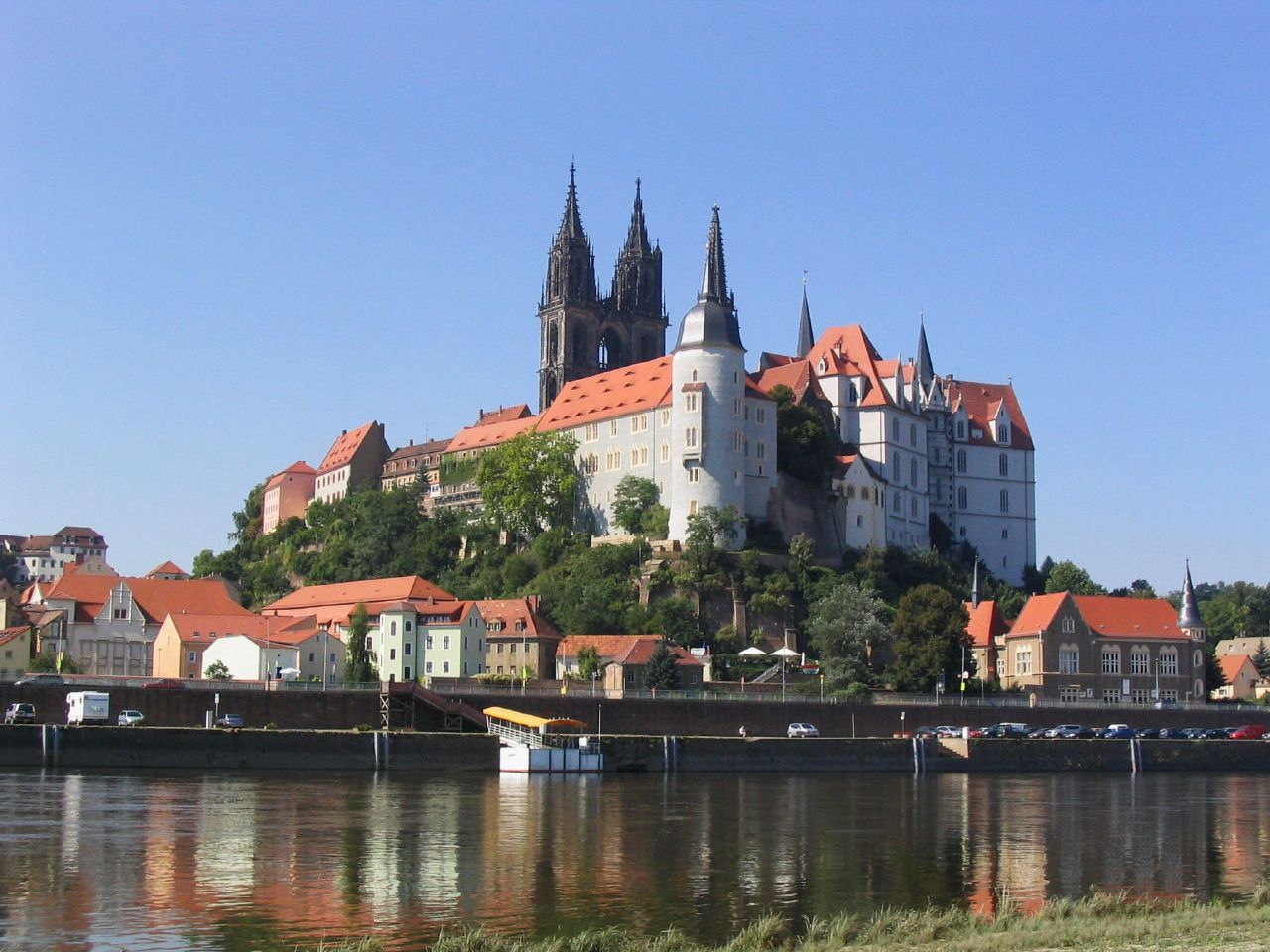
Meißner Burgberg, links die Bischofsburg, rechts die Albrechtsburg, dahinter der Dom
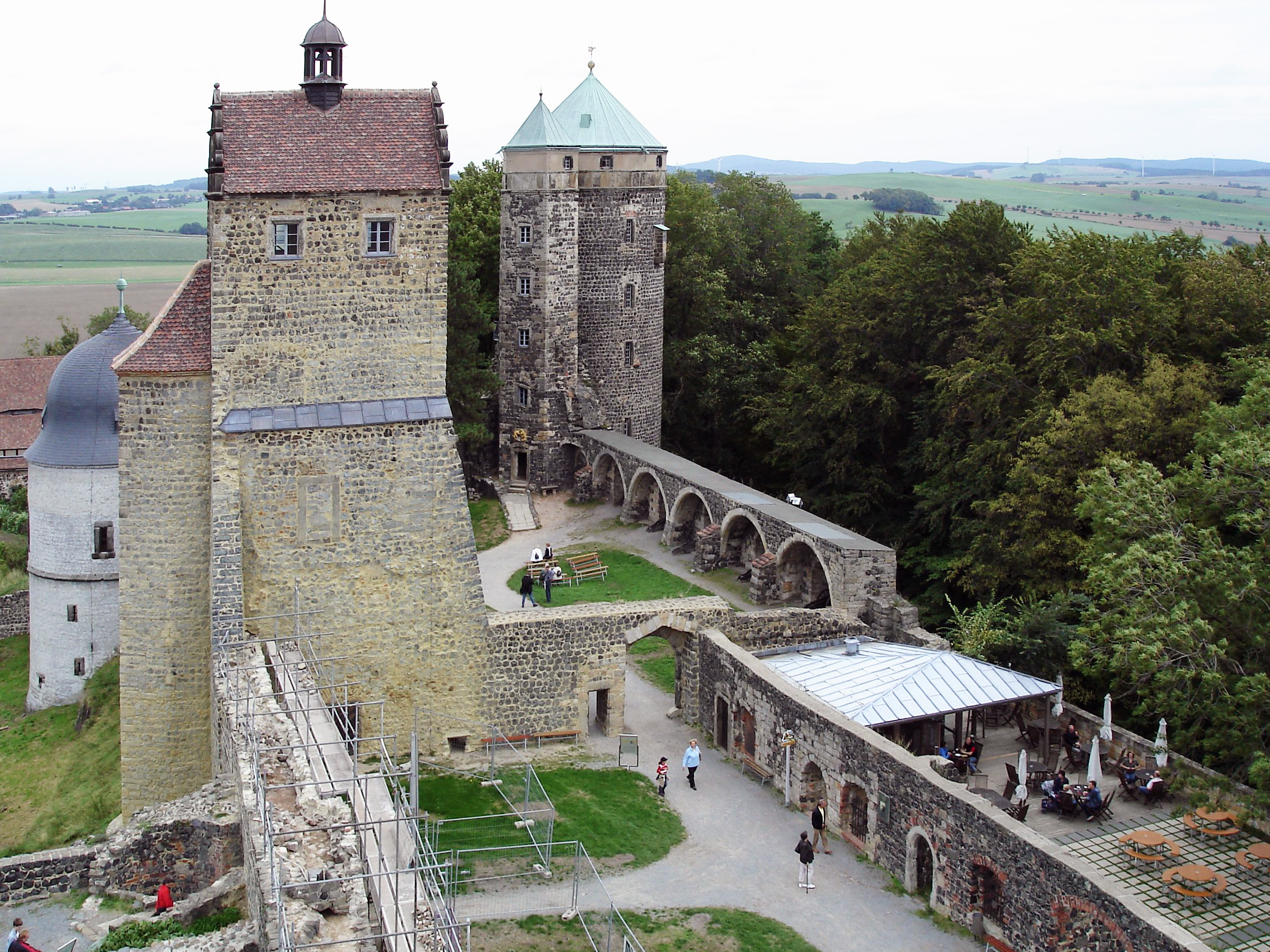
Burg Stolpen
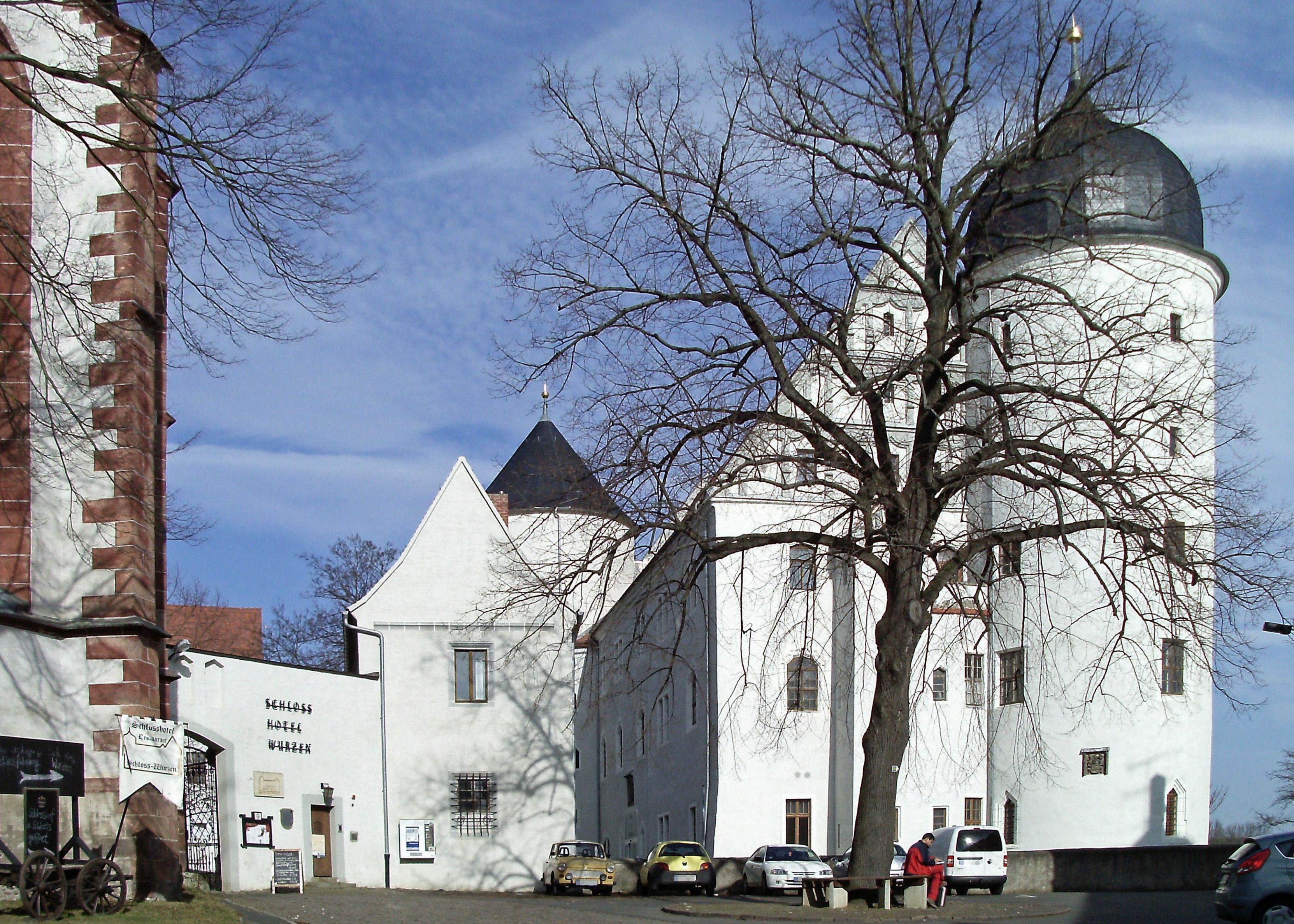
Schloss Wurzen
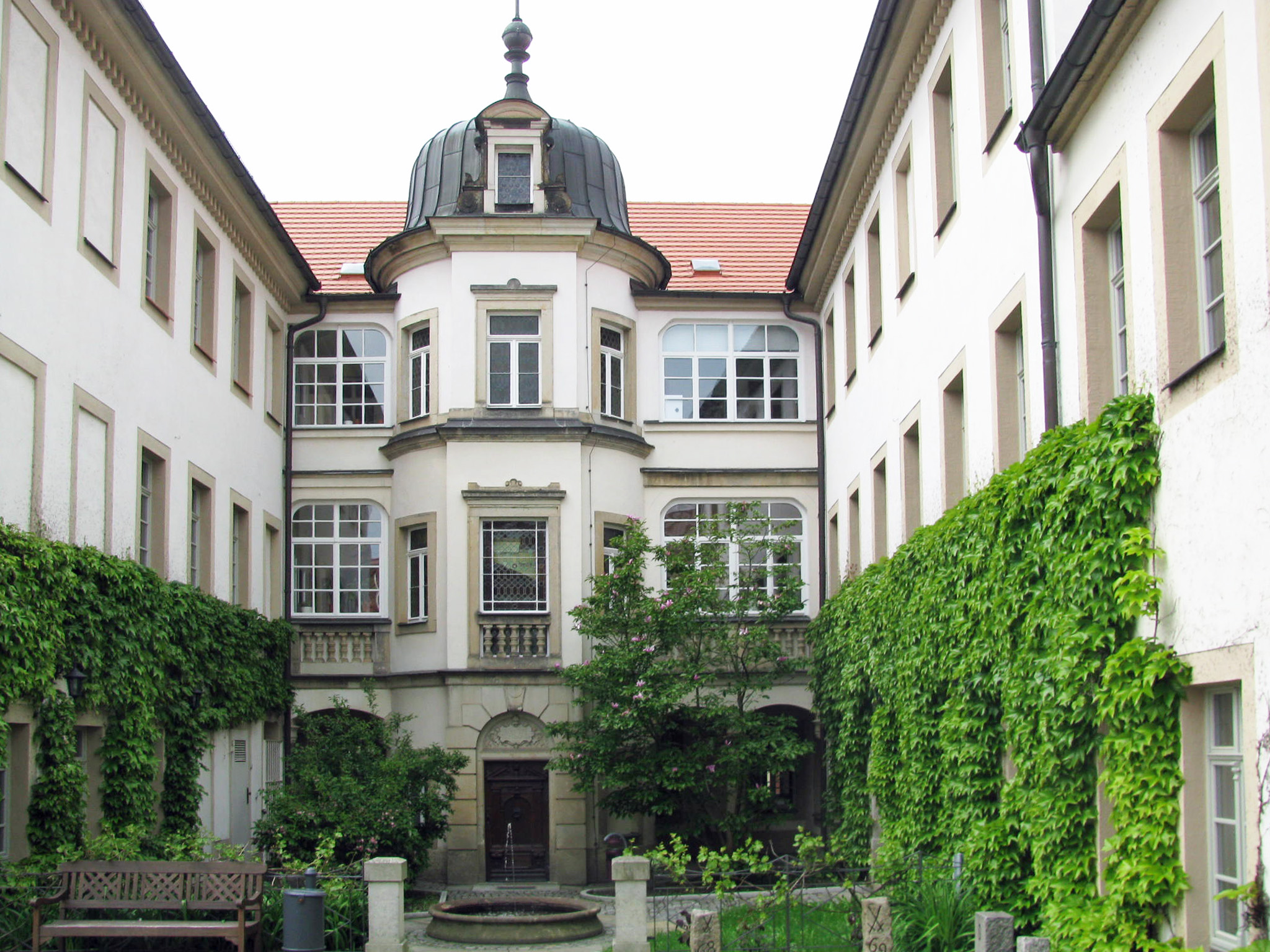
Bischofssitz in Bischofswerda

1559 musste der letzte Bischof von Meißen die Stiftsämter Stolpen und Bischofswerda an den Kurfürsten von Sachsen abtreten. Nach Einführung der Reformation in Sachsen wurde das gesamte Hochstift im Jahr 1581 evangelisch-lutherisch. Mit dem Rücktritt des letzten Bischofs, Johann IX. von Haugwitz, wurden 1581 das Wurzener Land und die Ämter Mügeln und Sornzig vollständig in das seit 1547 albertinische Kursachsen eingegliedert, auch wenn es als Stiftsamt Wurzen noch bis 1818 durch eine eigens geschaffene „Kurfürstlich-Sächsische Stiftsregierung“ (durch die des Stifts Meißen verordneten Hauptmann, Kanzler und Räte) im Auftrage des Dresdener Hofes verwaltet wurde. 

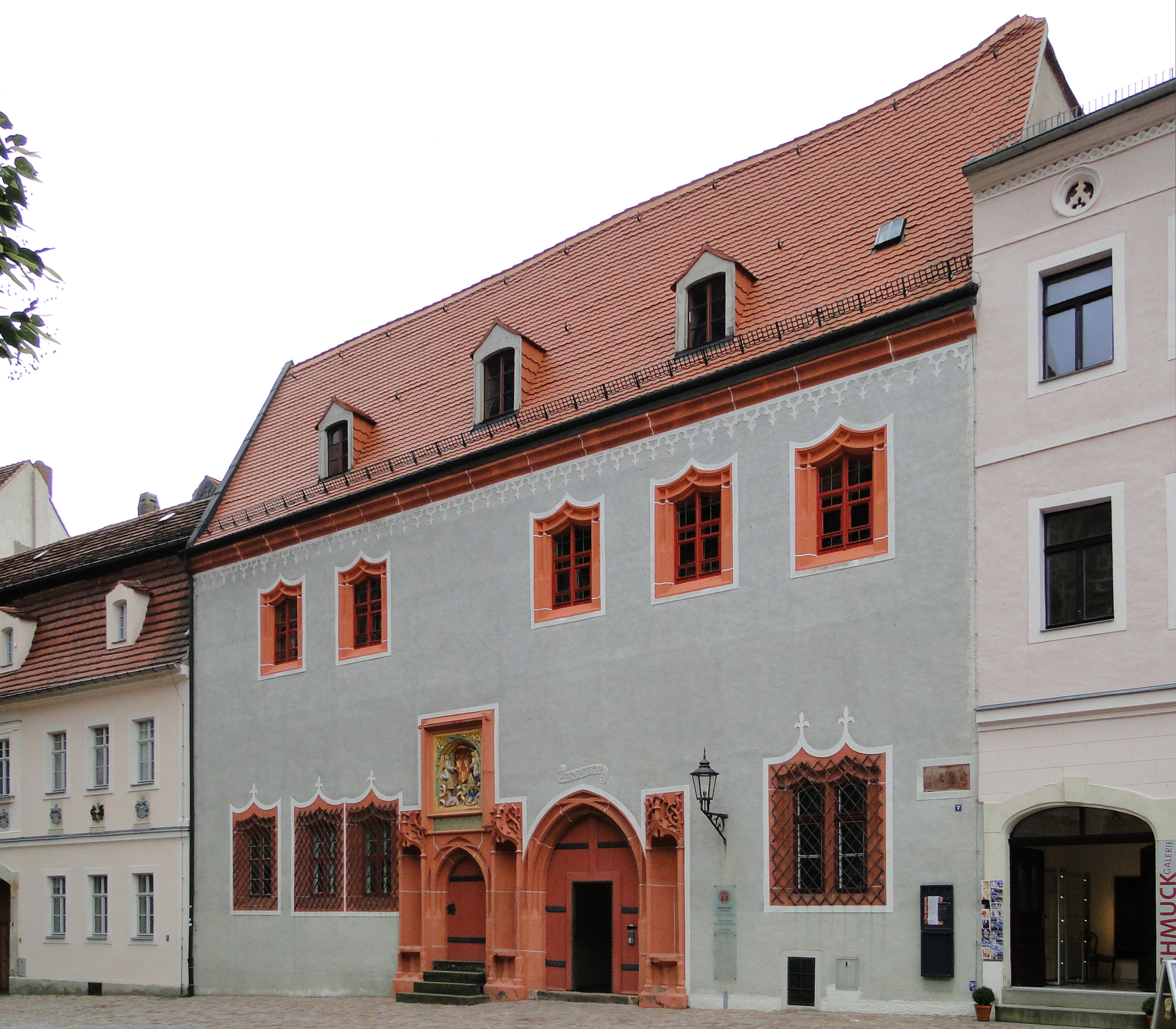
Dompropstei Meißen

Dem Hochstift blieb im Wesentlichen nur der Meißner Dom und einiges Umland. Es existiert jedoch ununterbrochen bis heute fort und ist gegenwärtig ein Stift der Evangelisch-Lutherischen Landeskirche Sachsens und eine Körperschaft des öffentlichen Rechts. Es hat seinen Sitz in der Dompropstei Meißen. Stiftsherr ist der jeweilige sächsische Landesbischof. Heute fungiert das Hochstift Meißen als eine Institution zur Unterhaltung des Meißner Doms und der übrigen zugehörigen Gebäude und Liegenschaften und zur Verwaltung seines Vermögens. Es ist verantwortlich für den evangelisch-lutherischen Gottesdienst im Dom und die Gestaltung des evangelischen Lebens im Dombezirk. Es sorgt dafür, dass der Dom als Baudenkmal der Öffentlichkeit zugänglich ist.
Das Hochstift wird gesetzlich durch das Domkapitel vertreten. Es besteht aus acht ordentlichen Domherren (Dompropst, Dechant, Senior, Subsenior und vier weiteren Domherren). Dompropst ist derzeit Superintendent Andreas Stempel, Dechant ist Uwe Schirmer. Das Domkapitel tagt in der Regel zweimal im Jahr. Im Gottesdienst tragen die Domherren den Ornat. Die Verwaltung erfolgt durch den Stiftssyndikus. Hauptberufliche Mitarbeiter des Hochstifts sind Domkantor, Domküster und Verwaltungsmitarbeiter, nebenberuflich sind es Dompfarrer, Domprediger, Stiftssyndikus und Dombaumeister.